# Richard A. Clarke

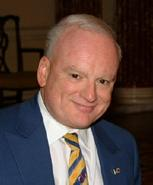
Richard Clarke.

Richard Alan Clarke (Dorchester, Massachusetts; 27 de octubre de 1950) es un exfuncionario de gobierno estadounidense. Fue el encargado de la oficina antiterrorista de Estados Unidos durante los atentados del 11 de septiembre de 2001. Fue funcionario en este país durante 30 años, de 1973 a 2003, en puestos de diversa responsabilidad.
También escribió un libro que se llama "Contra todos los enemigos" en donde se cita la complejidad de lo que pasó tras los atentados del 11 de septiembre, y donde se cuestiona la toma de decisiones del gabinete de crisis de Estados Unidos con respecto a Al Qaeda.

## Biografía
Richard Clarke nació en Boston, Massachusetts en 1950, hijo de un trabajador en una fábrica de chocolate y una enfermera. Asistió a la Boston Latin School, donde se graduó en 1968. Asistió a la Universidad de Pensilvania, donde recibió una licenciatura en 1972. Había sido seleccionado para servir en la Sphinx Senior Society.
Después de comenzar como pasante administrativo en el Departamento de Defensa de Estados Unidos y luego trabajar como analista en temas de seguridad europea, Clarke fue a la escuela de posgrado. Obtuvo una maestría en administración en 1978 del Instituto de Tecnología de Massachusetts.